# Cerambyx castaneus
Cerambyx castaneus là một loài bọ cánh cứng trong họ Cerambycidae.